# Twinkle (EP)
Twinkle (tạm dịch: Lung linh lấp lánh) là EP đầu tay của nhóm nhỏ TaeTiSeo nằm trong nhóm nhạc nữ Hàn Quốc Girls' Generation, được phát hành trực tuyến vào ngày 29 tháng 4 năm 2012 và dưới dạng CD vào ngày 2 tháng 5 năm 2012 bởi SM Entertainment.

## Phát hành
Ngày 19 tháng 4 năm 2012, SM Entertainment chính thức công bố việc thành lập TaeTiSeo, "Nhóm nhỏ này đặt mục tiêu thu hút người hâm mộ ở mọi khía cạnh, âm nhạc, trình diễn và phong cánh thời trang," đồng thời xác nhận việc phát hành Twinkle vào ngày 2 tháng 2012.

## Quảng bá
TaeTiSeo bắt đầu các hoạt động quảng bá cho "Twinkle" trên chương trình M! Countdown của Mnet vào ngày 3 tháng 5 năm 2012 và tiếp tục biểu diễn bài hát trên nhiều chương trình âm nhạc khác, bao gồm Music Bank, Music Core và Inkigayo trong tháng 5. Nhóm cũng biểu diễn tại nhiều sự kiện như Hello và Open Concert của đài KBS, lần lượt vào các ngày 6 và 10 tháng 5 năm 2012. Trong tuần quảng bá cuối cùng, Sooyoung và Hyoyeon đã biểu diễn một đoạn khiêu vũ cho hai tiết mục cuối cùng của nhóm, lần lượt trên Music Core và Inkigayo.

## Doanh số
Twinkle đạt vị trí thứ nhất trên bảng xếp hạng album của iTunes Nhật Bản và Bulgari cũng như lọt vào top 10 tại nhiều quốc gia khác, đặc biệt là vị trí thứ 4 ở Mỹ, lập kỷ lục album K-Pop đạt thứ hạng cao nhất trên bảng xếp hạng này. EP này cũng đứng đầu tất cả các bảng xếp hạng âm nhạc trực tuyến ở Hàn Quốc, bao gồm MelOn, Bugs, Olleh, Soribada, Mnet, Daum and Naver. Ngoài ra, "Twinkle" còn đạt vị trí thứ 126 trên bảng xếp hạng Billboard 200 với hơn 3,000 bản, một lần nữa lập kỷ lục album K-Pop đạt thứ hạng cao nhất, cũng như các vị trí thứ nhất và thứ hai lần lượt trên các bảng xếp hạng Billboard World Albums và Billboard Heatseekers Albums. Đến tháng 7 năm 2012, EP đã bán được hơn 140,000 bản tại Hàn Quốc.

## Đĩa đơn
"Twinkle" được phát hành với vai trò là đĩa đơn đầu tiên của TaeTiSeo vào ngày 30 tháng 4 năm 2012. Nài hát được sáng tác bởi Brandon Fraley, Jamelle Fraley và Javier Solis, do Sunset Blvd sản xuất, là một ca khúc dance-pop chịu ảnh hưởng của funk, electropop và go-go với nguồn cảm hứng từ âm nhạc những năm 70, 80, đặc biệt là của Stevie Wonder.

## Danh sách bài hát
| STT | Nhan đề                  | Phổ lời       | Phổ nhạc                                                                    | Biên soạn                                                                   | Thời lượng |
| --- | ------------------------ | ------------- | --------------------------------------------------------------------------- | --------------------------------------------------------------------------- | ---------- |
| 1.  | "Twinkle"                | So Ji Eum     | B. Fraley, J. Fraley, J. Solis                                              | Sunset Blvd.                                                                | 3:28       |
| 2.  | "Baby Steps"             | Joy Factory   | Jimmy Andrew Richard, Sean Alexander, Tom Roger, Jimmy Burney, Joachim Alte | Jimmy Andrew Richard, Sean Alexander, Tom Roger, Jimmy Burney, Joachim Alte | 3:56       |
| 3.  | "OMG" (Oh My God)        | Kim Jung Bae  | Kenzie                                                                      | Kenzie                                                                      | 3:25       |
| 4.  | "Library"                | Jo Yoon Kyung | Sharon Vaughn, Didrik Thott, Sebastian Thott                                | Hitchhiker                                                                  | 4:03       |
| 5.  | "안녕" (Goodbye, Hello)  | Kim Boo Min   | Hitchhiker                                                                  | Hitchhiker                                                                  | 3:52       |
| 6.  | "처음이었죠" (Love Sick) | Kang Ah Deun  | Hwang Chan Hee                                                              | PJ                                                                          | 3:26       |
| 7.  | "체크메이트" (Checkmate) | Kim Boo Min   | Hitchhiker                                                                  | Hitchhiker                                                                  | 3:27       |

| iTunes bonus track | iTunes bonus track                     | iTunes bonus track |
| STT                | Nhan đề                                | Thời lượng         |
| ------------------ | -------------------------------------- | ------------------ |
| 8.                 | "Message From Girls' Generation - TTS" | 7:40               |

## Đội ngũ thực hiện
| - Sean Alexander - Biên soạn, Sáng tác - Joachim Alte - Biên soạn, Sáng tác - Beat Burger - Vũ đạo, Đạo diễn - Jimmy Burney - Biên soạn, Sáng tác - Dave Cleveland - Ghi-ta - George Cochinni - Ghi-ta - Steve Dady - Kỹ thuật - Brandon Fraley - Sáng tác - Jamelle Fraley - Sáng tác - Hitchhiker - Biên soạn, Bass, Sáng tác, Đạo diễn, Ghi-ta, Bàn phím, Lập trình - Greg Hwang - Vũ đạo, Đạo diễn - Joy Factory - Sáng tác - Kenzie - Biên soạn, Sáng tác, Đạo diễn, Bàn phím, Chỉ đạo thanh nhạc - Kim Young-Hu - Kỹ thuật, Chỉ đạo thanh nhạc - Kim Young-Min - Giám sát - Lee Soo-Man - Chỉ đạo sản xuất | - Steven Muynkyu Lee - Giám sát tiếng Anh - Gary Lunn - Bass - Jimmy Andrew Richard - Biên soạn, Sáng tác - Jeff Roach - Bàn phím - Tom Roger - Biên soạn, Sáng tác - Lee Sung Sil - Hỗ trợ kỹ thuật - Jae Sim - Vũ đạo, Đạo diễn - Javier Solís - Sáng tác - Sunset Blvd. Tracking Crew - Biên soạn - Didrik Thott - Sáng tác - Sebastian Thott - Sáng tác - TST - Brass - Sharon Vaughn - Sáng tác - Scott Williamson - Trống - Girls' Generation-TTS (TaeYeon, Tiffany & SeoHyun) - Hát chính và phụ |

## Bảng xếp hạng
| "Twinkle"        | 1  | 2  |
| "Baby Steps"     | 15 | 22 |
| "OMG"            | 26 | 44 |
| "Library"        | 33 | 75 |
| "Goodbye, Hello" | 32 | 59 |
| "Love Sick"      | 28 | 58 |
| "Checkmate"      | 44 | 89 |

| Bảng xếp hạng                | Thứ hạng cao nhất |
| ---------------------------- | ----------------- |
| Gaon hàng tuần               | 1                 |
| Gaon hàng tháng              | 1                 |
| Oricon hàng tuần             | 6                 |
| Oricon hàng tháng            | 16                |
| Billboard 200                | 126               |
| Billboard Heatseekers Albums | 2                 |
| Billboard World Albums       | 1                 |

| Bảng xếp hạng | Doanh số |
| ------------- | -------- |
| Gaon          | 144,222+ |
| Oricon        | 25,000+  |
| Billboard 200 | 3,000    |

## Lịch sử phát hành
| Khu vực       | Ngày                | Hãng đĩa                          | Định dạng         |
| ------------- | ------------------- | --------------------------------- | ----------------- |
| Hàn Quốc      | 29 tháng 4 năm 2012 | SM Entertainment, KMP Holdings    | Tải về trực tuyến |
| Hàn Quốc      | 2 tháng 5 năm 2012  | SM Entertainment, KMP Holdings    | CD                |
| Toàn thế giới | 29 tháng 4 năm 2012 | SM Entertainment, Universal Music | Tải về trực tuyến |
| Hồng Kông     | 25 tháng 5 năm 2012 | Universal Music                   | CD                |
| Đài Loan      | 8 tháng 6 năm 2012  | Universal Music                   | CD                |